# Bragi
Staronordijski bog Bragi (staronordijski Bragi) je sin Odina. Nije poznato tko mu je majka. Čini se da nije Frigg, ali nema pravih dokaza ni da bi to mogla biti Gunnlod, kći diva Suttunga od kojeg je Odin ukrao medovinu pjesništva, a koja se ponekad spominje u toj ulozi. Bragijeva supruga Iduna, s kojom ima nekoliko djece, čuva magične jabuke koje bogovi moraju jesti kada počnu starjeti kako bi ostali mladi do Ragnaroka.
Po priči, Idun je oteo div Tjatse. Bragi se nije jako žurio da je traži, ali kako su bogovi počeli stariti bez njenih jabuka, naredili su bogu Lokiju (pošto je on mogao mijenjati oblik) da je vrati. Loki se pretvorio u sokola i ušao u dvoranu kod diva, potom je pretvorio Idun u lješnjak i ponio je zajedno s jabukama. Kada je Tjatse to vidio pretvorio se u orla i počeo ih slijediti, ali bogovi su pritekli u pomoć i spalili mu krila tako da je pao i poginuo.
Bragi je smatran bogom poezije i govorništva. U Valhali navodno sjedi do Odina i svojevrsni je glasnogovornik.
Nema dokaza o kultu ovoga boga. Razlog tomu može biti što je i sam Odin smatran bogom pjesništva. Tako čak i ime »Bragi« može biti jedno od Odinovih brojnih imena. Treba spomenuti i prvog poznatog skalda Bragija Boddasona zbog čijega imena neki znanstvenici smatraju da su bog i pjesnik ista osoba, odnosno, da je nastao svojevrsni kult stvarne osobe, a predaja ga je postupno smjestila još dalje u prošlost, u vrijeme pretkršćanskih bogova.
Nije samo to nedorečeno kod Bragija. Postoje i polemike vezane za pojam »bragr« koji označava pjesništvo. Iako Snorri Sturluson u Proznoj eddi kaže da je pjesništvo dobilo ime po bogu, moglo je biti upravo obrnuto, da je bog dobio ime prema onome što radi.
»(…) hann kann mest af skáldskap, ok af honum er bragr kallaðr skáldskapr (…)«
»On zna najviše od sviju o pjesništvu, i po njemu se ono zove bragr.« (prevela Dora Maček)
U umjetnosti ga se redovito prikazuje s dugom bradom, što je, ne zaboravimo, i Odinov atribut. No, tu je i nezaobilazna harfa...